# Чилийский электрический скат
Чилийский электрический скат (лат. Tetronarce tremens) — вид скатов из семейства гнюсовых отряда электрических скатов. Это хрящевые рыбы, ведущие донный образ жизни, с крупными, уплощёнными грудными и брюшными плавниками, образующими диск, коротким и толстым хвостом, двумя спинными плавниками и хорошо развитым хвостовым плавником. Подобно прочим представителям своего семейства способны генерировать электрический ток. Обитают в восточной части Тихого океана. Размножаются яйцеживорождением. Максимальная зарегистрированная длина 58 см. Не представляют интереса для коммерческого рыболовства.

## Таксономия
Впервые новый вид был описан в 1959 году испанским ихтиологом и океанографом Доном Фернандо ди Буэн и Лозано как Torpedo tremens. Голотип представляет собой особь длиной 57 см, пойманную донным тралом у берегов Вальпараисо, Чили. Возможно, является старшим синонимом перуанского электрического ската (T. peruana) и малодискового электрического ската (T. microdiscus). Видовое название происходит от слова лат. tremens — «дрожание».

## Ареал
Чилийские электрические скаты обитают в восточной части Тихого океана у берегов Коста-Рики, Колумбии, Эквадора, Перу и Чили. Эти скаты встречаются на континентальном шельфе от прибрежного мелководья до глубины 700 м. В водах Чили они, как правило, держатся на глубине от 20 до 60 м.

## Описание
Грудные плавники чилийских электрических скатов формируют почти овальный диск. По обе стороны головы сквозь кожу проглядывают электрические парные органы в форме почек. Позади маленьких глаз расположены брызгальца. На нижней стороне диска расположены пять пар жаберных щелей. Брюшные плавники отделены от диска.
Хвост короткий и толстый, оканчивается небольшим треугольным хвостовым плавником с закруглёнными краями. Два небольших спинных плавника сдвинуты к хвосту. Максимальная длина 80 см.

## Биология
Подобно прочим представителям своего отряда эти скаты способны генерировать электричество напряжением до 45 вольт. Напряжение зависит от размера особи. С помощью электричества они оглушают охотятся и обороняются от хищников. Чилийские электрические скаты размножаются яйцеживорождением.

## Взаимодействие с человеком
Чилийские электрические скаты не представляют интереса для коммерческого рыболовства. В качестве прилова они могут попадаться при коммерческом промысле. Международный союз охраны природы присвоил виду охранный статус «Вызывающий наименьшие опасения».